# Distretto di Eceabat
Il distretto di Eceabat (in turco Eceabat ilçesi) è uno dei distretti della provincia di Çanakkale, in Turchia.